# JR Šikoku

JR Šikoku provozuje vlaky na území označeném světle modrou barvou.

Šikokuská železniční společnost (japonsky 四国旅客鉄道株式会社, Šikoku rjokaku tecudó kabušiki gaiša, anglicky Shikoku Railway Company) je hlavním železničním dopravcem na ostrově Šikoku v Japonsku. Jeho kratší a známější jméno je JR Šikoku (JR四国, v angličtině JR Shikoku).

## Seznam provozovaných linek
| Název             | Název v kandži | Provozovaný úsek    | Délka (v km) |
| ----------------- | -------------- | ------------------- | ------------ |
| Linka Dosan       | 土讃線         | Tadocu–Kubokawa     | 198,7        |
| Linka Jodo        | 予土線         | Kita-Uwadžima–Wakai | 76,3         |
| Linka Josan       | 予讃線         | Takamacu–Uwadžima   | 297,6        |
| Linka Honši-Bisan | 本四備讃線     | Kodžima–Utazu       | 18,1         |
| Linka Kótoku      | 高徳線         | Takamacu–Tokušima   | 74,5         |
| Linka Mugi        | 牟岐線         | Tokušima–Kaifu      | 79,3         |
| Linka Naruto      | 鳴門線         | Ikenotani–Naruto    | 8,5          |
| Linka Tokušima    | 徳島線         | Sako–Cukuda         | 67,5         |
| Linka Učiko       | 内子線         | Niija–Učiko         | 5,3          |